# Delfin (sommergibile)
Il Delfin (in greco Δελφίν) è stato il secondo sommergibile ad entrare in servizio con la Regia marina greca, dopo il Nordenfelt I. Costruito in Francia, venne impiegato nella prima guerra balcanica, durante la quale eseguì il primo attacco della storia ad una nave da guerra (l'incrociatore protetto ottomano Mecidiye) da parte di un sommergibile, sebbene senza successo.

## Storia
Il Delfin fu ordinato nel 1910 all'azienda francese Schneider-Creusot, che lo costruì nei suoi cantieri navali di Tolone. Salpò dalla Francia il 29 settembre per raggiungere la Regia marina greca appena in tempo per partecipare alla prima guerra balcanica, il 4 ottobre 1912. Il suo equipaggio di diciassette uomini, più il comandante Stefanos Paparrigopoulos, era stato addestrato in Francia, secondo un programma che venne ridotto quando fu chiaro che le ostilità tra la Lega balcanica (di cui la Grecia era parte) e l'Impero ottomano erano inevitabili. Il viaggio non-stop di oltre 1.770 km segnò per l'epoca un record, raggiunto nonostante il limitato addestramento dell'equipaggio.
Da Corfù il Delfin salpò per Il Pireo, dove rimase fino al 19 ottobre per permettere all'equipaggio di perfezionare l'addestramento. Dal Pireo si riunì alla flotta ancorata a Moudros, nell'isola di Lemno. Qui eseguì alcune esercitazioni fino alla fine di novembre. Benché afflitto da svariati problemi tecnici, il Delfin fu inviato a pattugliare l'uscita dei Dardanelli dal 20 novembre in poi, riparando ogni notte a Tenedo.
La mattina del 22 dicembre l'incrociatore protetto ottomano Mecidiye e altre navi tentarono una sortita dai Dardanelli. L'azione non ebbe esito, ma sulla via del ritorno, alle 10:30, il Delfin lanciò da 800 metri di distanza un siluro contro il Mecidiye, senza tuttavia riuscire ad affondarlo. L'azione rappresenta il primo lancio documentato di un siluro contro una nave da guerra. Nel tragitto di ritorno a Tenedo il Delfin si incagliò in un fondale troppo basso, da cui riuscì a uscire solo togliendo tutta la zavorra non necessaria. Benché in grado di navigare, l'inconveniente rese il Delfin inabile a nuove immersioni, sicché venne fatto tornare al Pireo.
Durante la prima guerra mondiale, come d'altronde tutta la flotta greca, il sommergibile venne requisito dai francesi nel 1916 durante lo scisma tra il re Costantino I, filo-tedesco, e il primo ministro Eleutherios Venizelos, filo-Alleato, che fondò un governo rivoluzionario a Salonicco. Tornato in mano greca nel 1919, il Delfin venne messo fuori servizio l'anno successivo.